# Sojus MS-17
Sojus MS-17 war ein Flug eines russischen Sojus-Raumschiffs zur Internationalen Raumstation (ISS). Im Rahmen des ISS-Programms trägt der Flug die Bezeichnung ISS AF-63S. Es war der 169. Flug im Sojus-Programm und der 62. Besuch eines Sojus-Raumschiffs an der ISS.

## Besatzung

### Hauptbesatzung
- Sergei Ryschikow (2. Raumflug), Kommandant (Russland/Roskosmos)
- Sergei Kud-Swertschkow (1. Raumflug), Bordingenieur (Russland/Roskosmos)
- Kathleen Rubins (2. Raumflug), Bordingenieurin (USA/NASA)

Den Sitz für einen US-Astronauten an Bord von Sojus MS-17 sicherte sich die NASA erst im Mai 2020 zu einem Preis von rund 90 Millionen US-Dollar. Hiermit sollte sichergestellt werden, dass die US-Sektion der Raumstation auch dann mit einem US-Astronauten besetzt geblieben wäre, wenn der geplante Zubringerflug SpaceX Crew-1 mit dem neuen Raumschiff Crew Dragon nicht rechtzeitig hätte stattfinden können (vgl. ISS-Missionsplanung).

### Ersatzmannschaft
- Oleg Nowizki (3. Raumflug), Kommandant (Russland/Roskosmos)
- Pjotr Dubrow (1. Raumflug), Bordingenieur (Russland/Roskosmos)
- Mark Vande Hei (2. Raumflug), Bordingenieur (USA/NASA)

Wegen der besonderen Risiken durch die Covid-19-Pandemie teilte Roskosmos Anton Schkaplerow (4. Raumflug) und Andrei Babkin (1. Raumflug) als zweite Ersatzmannschaft ein.

## Missionsbeschreibung
Die Mission brachte drei Mitglieder der ISS-Expedition 64 zur Raumstation. Erstmals wurde dabei eine Flugbahn verwendet, die das Raumschiff in nur drei Stunden zur ISS bringt.
Die Sojus MS-17 startete am Mittwoch, dem 14. Oktober 2020, um exakt 7:45 Uhr MESZ bzw. 10:45 Uhr Ortszeit (UTC+5) vom Weltraumbahnhof Baikonur. Vier Minuten vor der planmäßigen Ankunftszeit dockte die Kapsel um 10:48 Uhr MESZ an der ISS an. Nie zuvor war es einem bemannten Flug gelungen, schneller die ISS zu erreichen. Sechs Tage später übernahm der Sojus-MS-17-Kommandant Sergei Ryschikow auch das ISS-Kommando.
Am 15. April 2021 übergab Sergei Ryschikow das Kommando an Shannon Walker. Nach knapp 185 Tagen Aufenthalt koppelte die Sojus am 17. April 2021 um 03:34 Uhr MESZ von der Raumstation ab. Drei Stunden und 22 Minuten später landete die Kapsel mit den drei Raumfahrern 147 km südöstlich von Schesqasghan wohlbehalten in der kasachischen Steppe.

## Galerie

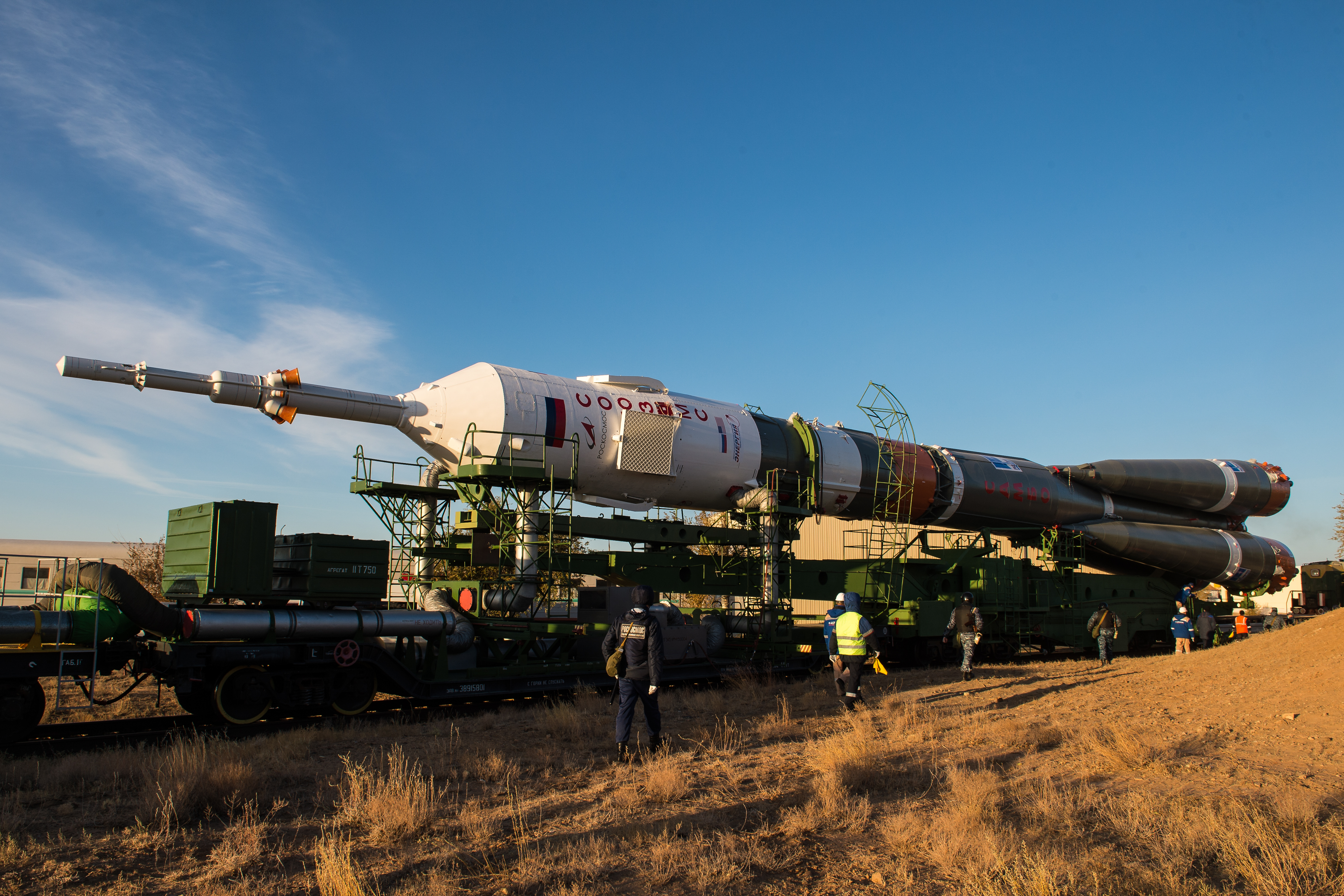
Der Rollout der Rakete am 11. Oktober 2020
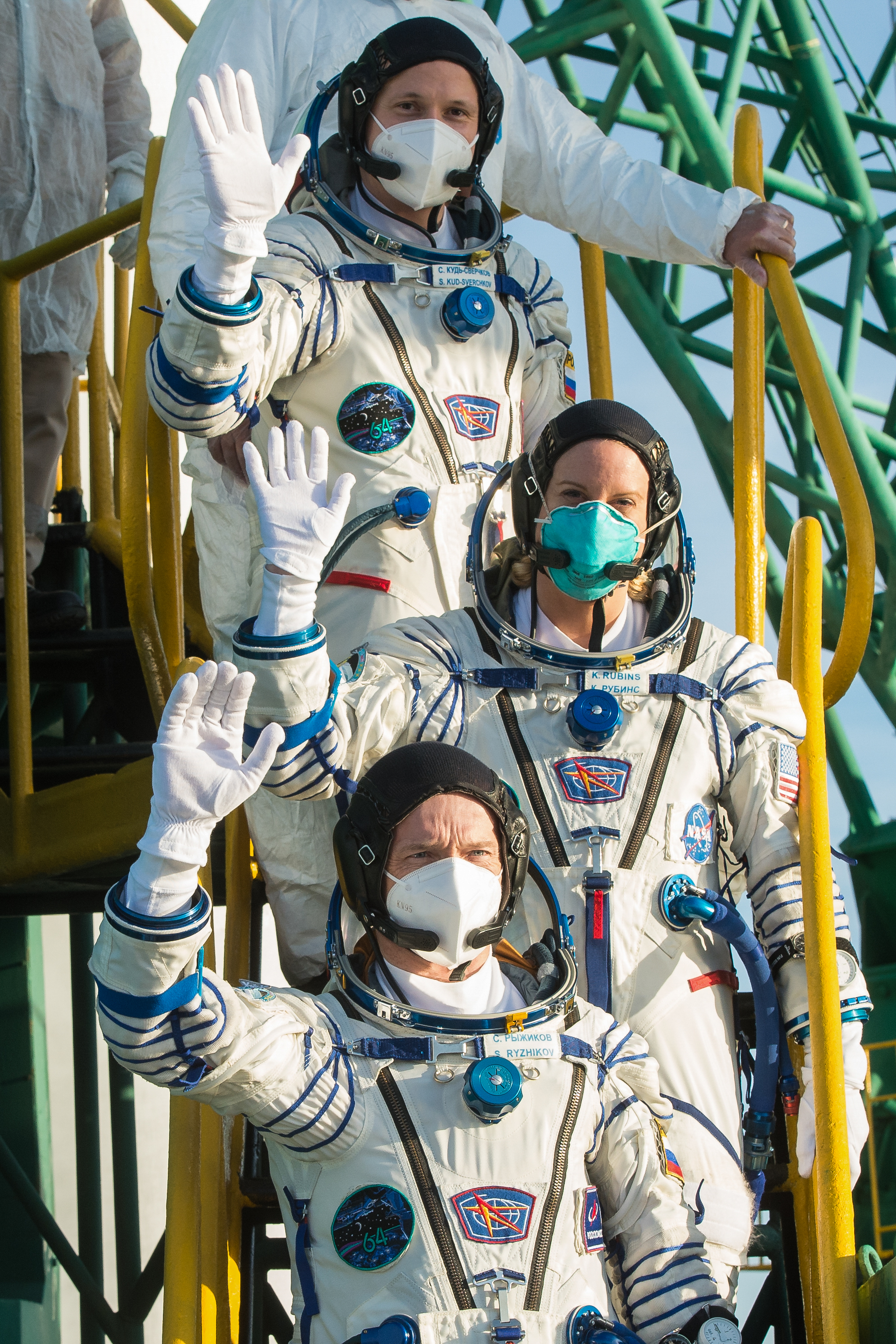
Die Crew mit Mundschutz
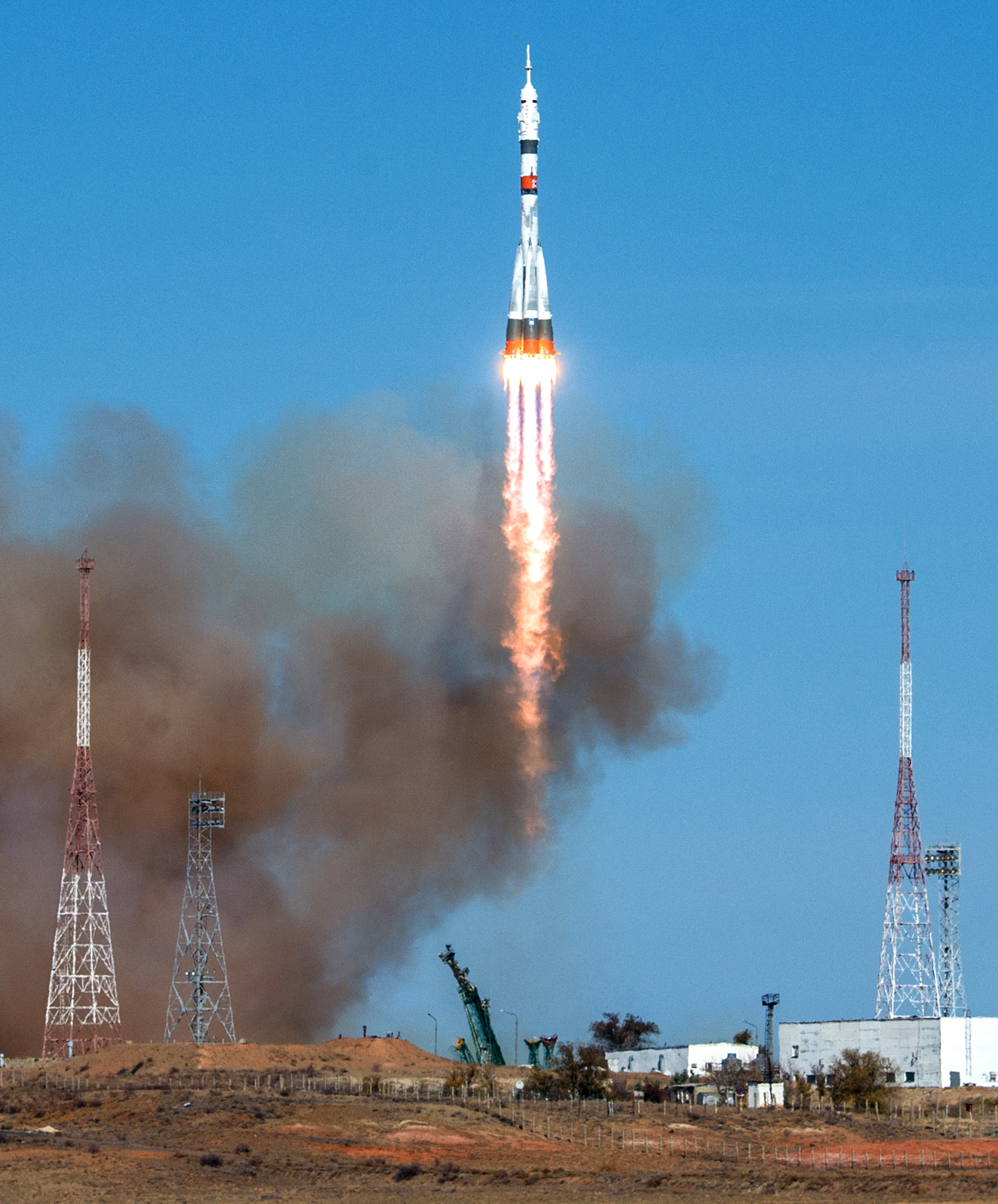
Der Start der Mission am 14. Oktober
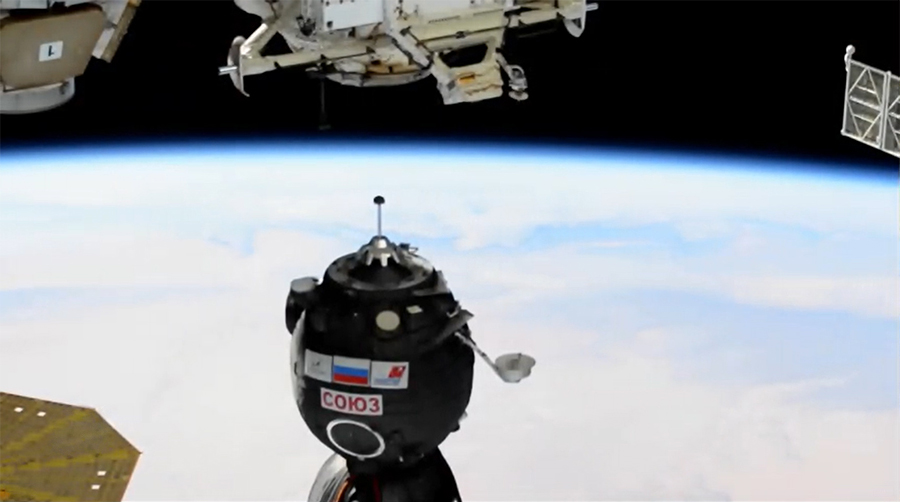
Ankunft an der ISS drei Stunden später
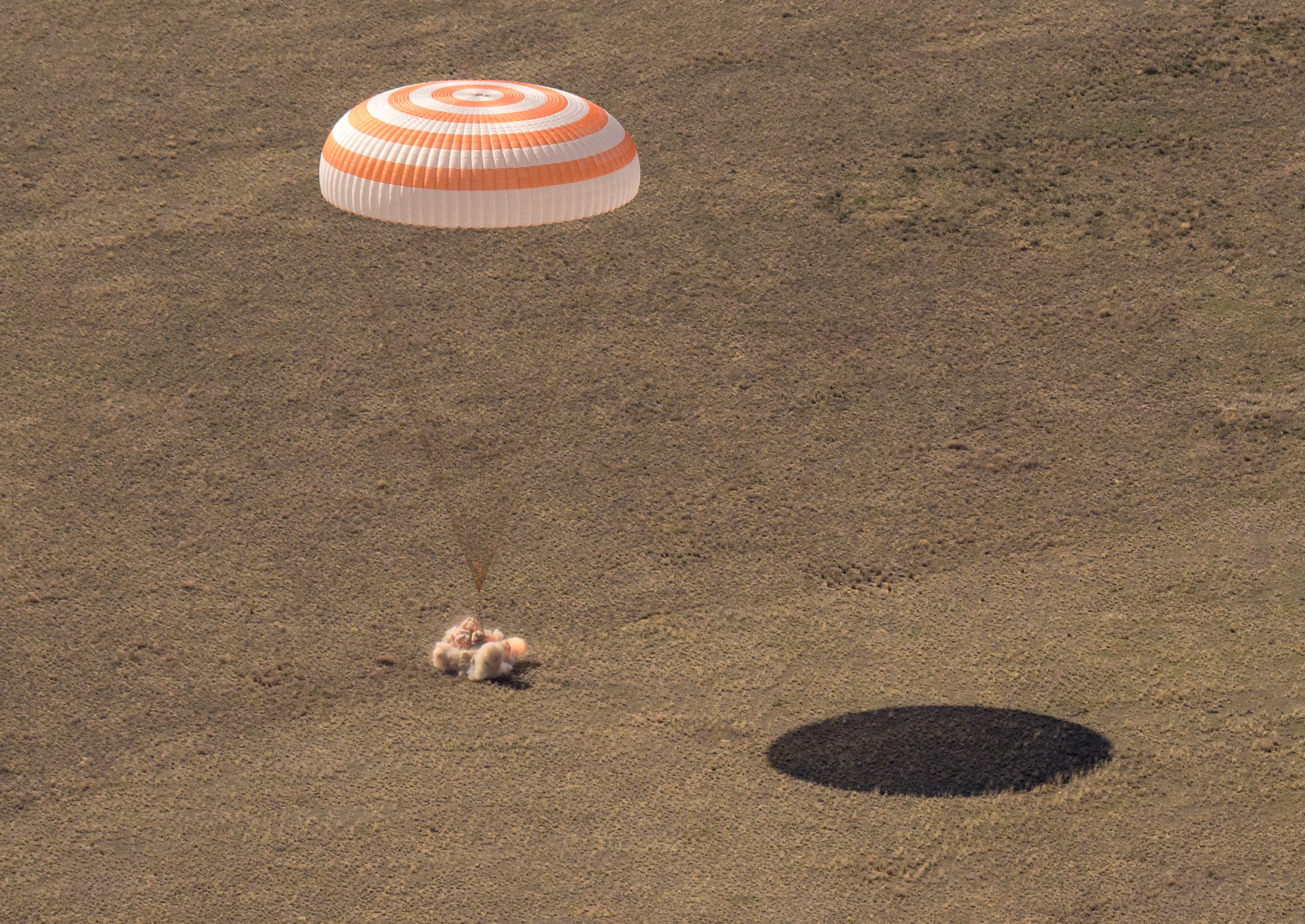
Die Landung am 17. April 2021
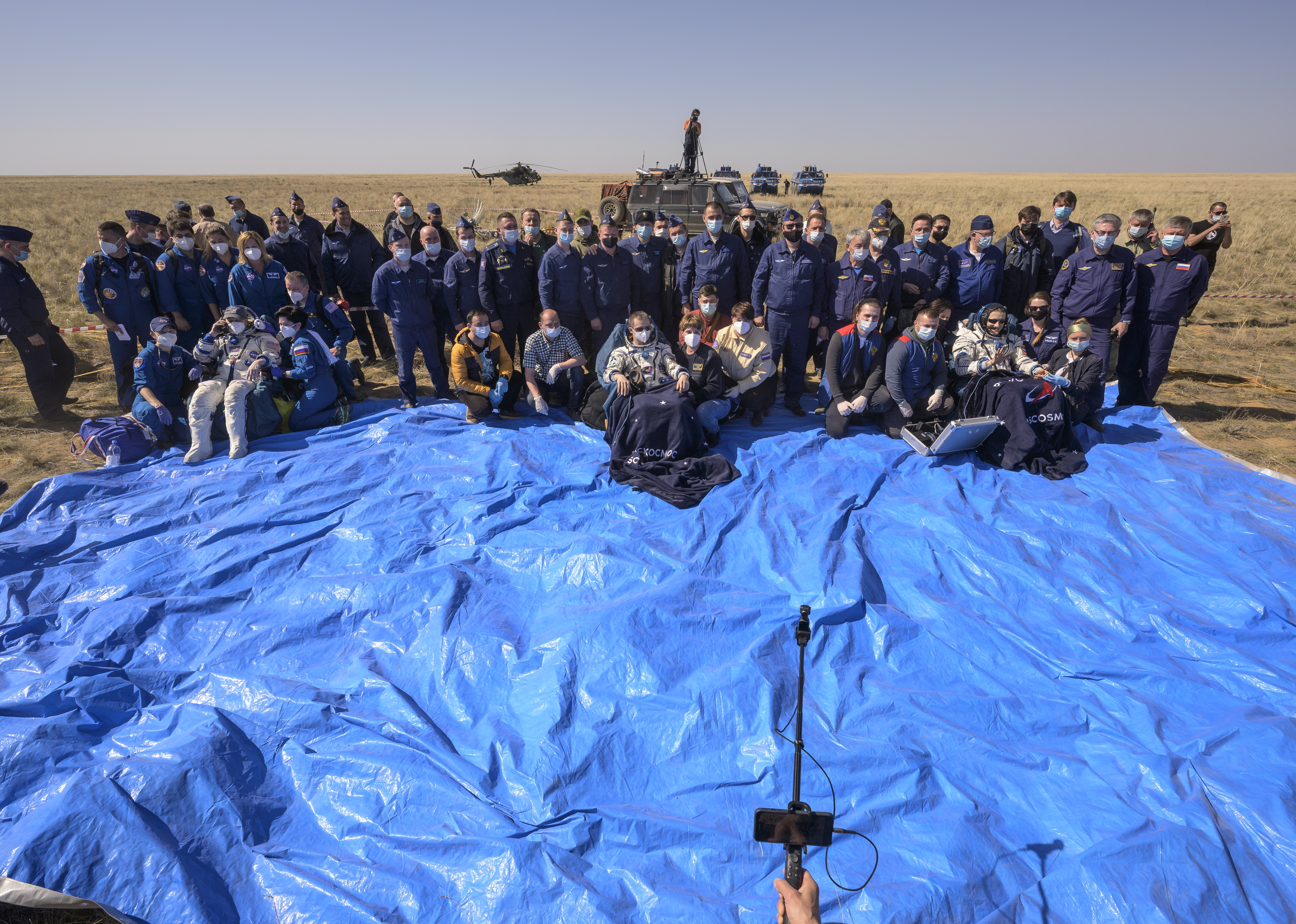
Die Crew mit den Helfern kurz nach der Landung